# Église Saint-Pierre de Plounévez-Moëdec
L'église Saint-Pierre est un édifice situé à Plounévez-Moëdec en France.

## Localisation
L'église est située sur le territoire de la commune de Plounévez-Moëdec, dans le département  des Côtes-d'Armor, en région Bretagne.

## Description
L'église date du XVIe siècle, elle comprend une nef à chevet carré, flanquée de bas-côtés et de deux petites chapelles formant transept. Le porche d'entrée se situe sur la face nord, le clocher sur celle de l'ouest. L'édifice présente le type de l'église bretonne, avec ses murs en granit, ses baies surmontées de pignons, ses grandes toitures d'ardoises, et ses voûtes en bois. La porte conserve une curiosité, le trou du lépreux.

## Historique
L'église est classée au titre des monuments historiques par arrêté du 12 mai 1932.